# پروسروسور
پروسروسور (نام علمی: Tanystropheus) نام یک سرده از راسته نیاخزندگان است.